# Seibel S-4
Seibel S-4 là một loại trực thăng do hãng Seibel Helicopter chế tạo. Lục quân Hoa Kỳ định danh là YH-24 Sky Hawk.

## Biến thể
S-4Thiết kế ban đầu, được CAA chứng nhận năm 1950.
S-4AĐược trang bị động cơ Lycoming O-290B nâng cấp, công suất 125 mã lực.
S-4BKhung máy bay được sửa đổi dựa trên khuyến nghị của Quân đội trong quá trình đánh giá YH-24. Buồng lái hai chỗ ngồi và càng hạ cánh.

## Tính năng kỹ chiến thuật (YH-24)
Đặc điểm tổng quát
- Kíp lái: 1-2
- Sức chứa: 583 lb (265 kg)
- Chiều dài: 27 ft 10 in (8,48 m)
- Đường kính rô-to: 29 ft 1.5 (8.87 m)
- Chiều cao: 10 ft 1 in (3,05 m)
- Trọng lượng rỗng: 946 lb (430 kg)
- Trọng lượng cất cánh tối đa: 1.529 lb (695 kg)
- Động cơ: 1 × , 127 hp (95 kw)

 Hiệu suất bay 
- Vận tốc cực đại: 62 mph (105 km/h)
- Vận tốc hành trình: 58 mph (93 km/h)
- Trần bay: 4.298 ft (1.310 m)
- Công suất/trọng lượng: 0,08 hp/lb (0,22 kW/kg)